# Amha Iesus
Amha Iesus (... – 1774)  fu principe dello Scioa dal 1744 al 1774.
Figlio di Qedami Qal, gli succedette nel 1744 e iniziò immediatamente una forma aggressiva di politica, che portò alla conquista della Dancalia. La terra conquista (Iator midir) fu divisa in 15 cubiti e redistribuita alla popolazione.
Fondò inoltre Ancober e strinse un'alleanza (1771) con Gondar.